# Aka-chan to Boku
El nadó i jo (赤ちゃんと僕, Aka-chan to Boku) és un manga shōjo de Marimo Ragawa. Fou originalment publicat al Japó per Hakusensha. Rebé el 40é Shogakukan Manga Award per shōjo en 1995. Les sèries foren adaptades a un anime de televisió en 1996.
Aka-chan to Boku descriu fil per randa l'estil de vida d'un nen de primària i la història és molt adulada en diversos aspectes. Els sentiments de les persones són seguits molt atentament, i les realistes descripcions de la vida de Takuya són alguns dels punts afalagats al manga de Marimo Ragawa.